# 1947 a jogalkotásban
1947-ben az alábbi jogszabályokat alkották meg:

## Magyarország

### Törvények
- 1947. évi I. törvény az ügyvédi önkormányzatra vonatkozó egyes törvényes rendelkezések módosításáról és kiegészítéséről
- 1947. évi II. törvény az 1946. évi XVII. törvénnyel az államháztartás vitelére adott felhatalmazás további meghosszabbításáról
- 1947. évi III. törvény a nemzetgyűlési választói névjegyzék helyesbítésének elhalasztásáról
- 1947. évi IV. törvény egyes rangok és címek megszüntetéséről
- 1947. évi V. törvény a földreform befejezése érdekében szükséges egyes rendelkezésekről
- 1947. évi VI. törvény a Nemzetközi Munkaügyi Szervezet alkotmánymódosításának becikkelyezéséről
- 1947. évi VII. törvény  a Magyar Köztársaság Elnökének a béke megkötésére való felhatalmazása tárgyában
- 1947. évi VIII. törvény a Magyar Köztársaság kormánya részére rendeletek kibocsátására adott felhatalmazás meghosszabbításáról
- 1947. évi IX. törvény az 1946. évi XVII. törvénnyel az államháztartás vitelére adott felhatalmazás további meghosszabbításáról
- 1947. évi X. törvény külföldön tartózkodó egyes személyeknek magyar állampolgárságuktól való megfosztása tárgyában
- 1947. évi XI. törvény a szövetkezetekről
- 1947. évi XII. törvény az Önkormányzati Testületek Kárpótlási Vagyona elnevezésű jogi személy megszűnéséről
- 1947. évi XIII. törvény Békéscsaba megyei városnak törvényhatósági jogú várossá alakításáról
- 1947. évi XIV. törvény az 1946/47. évi állami költségvetésről
- 1947. évi XV. törvény 	 a szénbányászat államosításával kapcsolatos kártalanítási törvényjavaslat benyújtására megszabott határidő meghosszabbításáról
- 1947. évi XVI. törvény a Magyar Köztársaság kormánya részére rendeletek kibocsátására adott felhatalmazás újabb meghosszabbításáról
- 1947. évi XVII. törvény a hároméves gazdasági tervről
- 1947. évi XVIII. törvény 	 a Párizsban 1947. évi február hó 10. napján kelt 
békeszerződés becikkelyezése tárgyában
- 1947. évi XIX. törvény 	 a szovjet-orosz katonai emlékművek és hősi temetők kegyeleti gondozása tárgyában
- 1947. évi XX. törvény az államháztartásnak az 1947. évi augusztus hó 1. napjától az 1947. évi október hó 31. napjáig terjedő viteléről
- 1947. évi XXI. törvény a levéltárügy rendezéséről
- 1947. évi XXII. törvény az országgyűlési választásokról
- 1947. évi XXIII. törvény az uzsorabírósági különtanácsokról
- 1947. évi XXIV. törvény a szövetkezetekről szóló 1947. évi XI. törvény egyes rendelkezéseinek módosítása tárgyában
- 1947. évi XXV. törvény az 1947. évi XX. törvénnyel az államháztartás vitelére adott felhatalmazás meghosszabbításáról
- 1947. évi XXVI. törvény a Magyar Köztársaság kormánya részére rendeletek kibocsátására adott felhatalmazás újabb meghosszabbításáról
- 1947. évi XXVII. törvény 	 a második világháború által érintett ipari tulajdonjogok fenntartása, illetőleg visszaállítása tárgyában Neuchâtelben az 1947. évi február hó 8. napján aláírt Nemzetközi Megállapodás, valamint az ahhoz tartozó Zárójegyzőkönyv és Pót-zárójegyzőkönyv becikkelyezéséről
- 1947. évi XXVIII. törvény 	 a Magyar Köztársaság és a Szocialista Szovjet Köztársaságok Szövetsége között Moszkvában, az 1947. évi július hó 15-én aláírt kereskedelmi és tengerhajózási szerződés becikkelyezéséről
- 1947. évi XXIX. törvény a fiatalkorúak budapesti törvényszékéről
- 1947. évi XXX. törvény 	 a Magyar Nemzeti Bank és a Pénzintézeti Központ I. kúriájába tartozó, részvénytársasági alapon működő pénzintézetek magyar tulajdonban levő részvényeinek állami tulajdonbavételéről
- 1947. évi XXXI. törvény a Belgrádban 1947. évi október hó 15. napján aláírt magyar-jugoszláv kulturális egyezmény becikkelyezése tárgyában
- 1947. évi XXXII. törvény a „Magyar Köztársasági Sportérdemérem” alapításáról
- 1947. évi XXXIII. törvény 	 a bevett és az elismert vallásfelekezetek között az elismert vallásfelekezetek hátrányára fennálló különbségek megszüntetéséről
- 1947. évi XXXIV. törvény a népbíráskodással kapcsolatos egyes rendelkezésekről
- 1947. évi XXXV. törvény a közellátásügyi miniszteri állás megszüntetéséről és Országos Közellátási Hivatal szervezéséről

### Kormányrendeletek
- 9.370/1947. (VIII. 7.) Korm. rendelet egyes állatorvosi oklevelek másolatai helyett bizonyítványok kiállításáról
- 10.540/1947. (VIII. 30.) Korm. rendelet  a német tulajdonban volt részvényeknek a Szovjetunió részére való kiszolgáltatása tárgyában 9040/1946. (VIII. 2.) ME alatt kibocsátott rendelet hatálya alá eső részvénytársaságok egyes jogviszonyainak szabályozása tárgyában
- 11.000/1947. (IX. 14.) Korm. rendelet a szövetkezetek alapszabálymódosító közgyűlésére vonatkozó hirdetmény tartalmáról
- 12.110/1947. (X. 15.) Korm. rendelet a Magyar Szövegírók, Zeneszerzők és Zeneműkiadók Szövetkezetéről
- 12.200/1947. Korm. rendelet a magyarországi német lakosság Németországba áttelepítéséről
- 12.440/1947. (X. 24.) Korm. rendelet a halászati szövetkezetekről
- 12.720/1947. (XI. 29.) Korm. rendelet az 1946. évi XV. törvénybe iktatott, magyar-csehszlovák lakosságcseréről szóló egyezmény végrehajtásával kapcsolatban az ingatlanvagyonra vonatkozó egyes kérdésekről szóló 10000/1946. (VIII. 31.) ME r. 6. §-ának hatályon kívül helyezéséről
- 12.810/1947. (XI. 8.) Korm. rendelet egyes hitelintézetek jogi helyzetének rendezéséről
- 12.820/1947. (XI. 8.) Korm. rendelet a kölcsönös biztosító társaságok mint szövetkezetek tárgyában
- 12.850/1947. (XI. 8.) Korm. rendelet a Magyar Szőlősgazdák Országos Borértékesítő Szövetkezete, a „MEGA” Hegyvidéki Bortermelők Értékesítő Szövetkezete, valamint a Hegyközségek és Szőlősgazdák Országos Szövetkezete működésének szabályozásáról
- 12.890/1947. (XI. 19.) Korm. rendelet a hitelszövetkezetekről és az Országos Szövetkezeti Hitelintézetről
- 13.400/1947. Korm. rendelet a nyugellátásoknak az államháztartás egyensúlyának helyreállítása érdekében szükséges korlátozásáról szóló rendelkezések módosítása tárgyában
- 13.550/1947. Korm. rendelet a közületek által használt gépjáróművek beszerzése, üzembentartása és értékesítése tárgyában
- 13.590/1947. Kormn. rendelet a föld- és házadó részesedési kulcsainak megváltoztatása tárgyában
- 15.560/1947. (XII. 31.) Korm. rendelet az állami tulajdonba vett szénbányák volt tulajdonosaival szemben támasztott egyes követelések érvényesítésének korlátozása tárgyában

### Miniszteri rendeletek
- 187.330/1947. FM rendelet a fűszerpaprika minősítési szabályzatának megállapításáról szóló 140.100/1967 F. M. számú rendelet kiegészítése tárgyában
- 91.000/1947. IM rendeleta mezőgazdasági haszonbérleti ügyekben eljáró vegyesbiróság ügyviteli szabályainak megállapítása tárgyában
- 95.000/1947. IM rendelet a pestvidéki járásbíróság területére rendszeresített második közjegyzői állás megszüntetése tárgyában
- 101.400/1947. (V. 1.) KSzM rendelet az egyes szövetkezetek feloszlatása szempontjából tekintetbe jövő körülményekről
- 165.500/1947. V. K. M. rendelet A vallás- és közoktatásügyi miniszter rendelete az általános iskolai választható tárgyak és gyakorlatok tanításáról
- 5.247/1947. (XII. 4.) PM rendelet az MNB és PK I. kúriájába tartozó, részvénytársasági alakban működő pénzintézetek magyar tulajdonban lévő részvényeinek letétbe helyezése tárgyában